# Auguste Serruys
Pour les articles homonymes, voir Serruys.
Auguste Jean-Baptiste Hubert Marie Serruys, né le 30 janvier 1845 à Ostende et décédé le 18 juin 1928 à Bruxelles fut un homme politique libéral belge.
Serruys fut avocat et directeur de la Société générale de Belgique; il fut élu sénateur de l'arrondissement de Furnes-Dixmude-Ostende dès 1919.

## Généalogie
- Il fut fils de Auguste Benoit, consul des Pays-Bas (1790-1862) et Elise Valcke (1819-1890).
- Il fut petit-fils de Jean Baptiste, avocat, magistrat, bourgmestre d'Ostende et membrè du Congrès National (1754-1833), et Marguerite Maertens (1768-1818).
- Il épousa en 1873 Mathilde de Terwangne (1849-1901);
  - Ils eurent deux enfants : Charles (°1880) et Isabelle (°1881)

## Sources
- Liberaal Archief